# Misumena oblonga
Misumena oblonga es una especie de araña del género Misumena, familia Thomisidae.

## Distribución
Esta especie se encuentra en China.